# Mayra Leal
Mayra Jeanette Leal (* 15. Juli 1986 in Houston, Texas) ist eine US-amerikanische Schauspielerin und ein Model.

## Leben
Mayra Leals Vorfahren stammen aus Mexiko und El Salvador. Sie absolvierte zunächst an der University of Houston ein Studium der Öffentlichkeitsarbeit und Werbung mit dem Nebenfach Mathematik, welches sie mit dem Bachelor abschloss.
Mayra Leal war ab 2004 als Model auf dem Laufsteg tätig. Nebenbei war sie in mehreren Werbespots und Musikvideos u. a. auch als Tänzerin zu sehen. Seit 2007 wirkte Leal in mehr als 30 Film-und-Serienproduktionen mit, wodurch sie auch einem internationalen Publikum bekannt wurde.
Sie lebt in Malibu.